# Dystrykt Aveiro
Dystrykt Aveiro (port. Distrito de Aveiro IPA: /a'vɐiɾu/) – jednostka administracyjna pierwszego rzędu w północnej Portugalii. Ośrodkiem administracyjnym dystryktu jest miasto Aveiro. Położony jest na terenie regionów Północnego i Centralnego, graniczy od północy z dystryktem Porto, od wschodu z dystryktem Viseu a od południa z dystryktem Coimbra. Powierzchnia dystryktu wynosi 2808 km², zamieszkuje go 713 578 osób, gęstość zaludnienia wynosi 254 os./km².
W skład dystryktu Aveiro wchodzi 19 gmin:
- Águeda
- Albergaria-a-Velha
- Anadia
- Arouca
- Aveiro
- Castelo de Paiva
- Espinho
- Estarreja
- Ílhavo
- Mealhada
- Murtosa
- Oliveira de Azeméis
- Oliveira do Bairro
- Ovar
- Santa Maria da Feira
- São João da Madeira
- Sever do Vouga
- Vagos
- Vale de Cambra